# Михайловка (Кореневский район)
Михайловка — деревня в Кореневском районе Курской области. Входит в состав Шептуховского сельсовета.

## География
Деревня находится в бассейне реки Крепна (приток Сейма), в 80 км к юго-западу от Курска, в 18 км к северо-востоку от районного центра — посёлка городского типа Коренево, в 8 км от центра сельсовета  — села Шептуховка.
Климат
Михайловка, как и весь район, расположена в поясе умеренно континентального климата с тёплым летом и относительно тёплой зимой (Dfb в классификации Кёппена).

## Население
| 2002 | 2010 |
| ---- | ---- |
| 25   | ↘8   |

## Инфраструктура
Личное подсобное хозяйство. В деревне 17 домов.

## Транспорт
Михайловка находится в 15,5 км от автодороги регионального значения 38К-030 (Рыльск — Коренево — Суджа), в 11 км от автодороги 38К-024 (Льгов — Суджа), в 9 км от автодороги межмуниципального значения 38Н-563 (38К-030 — Журавли подъездом к с. Ольговка), в 8 км от автодороги 38Н-564 (38К-030 — Каучук — 38К-024), в 1,5 км от автодороги 38Н-727 (Шептуховка — Сафоновка — Общий Колодезь с подъездом к с. Скрылёвка), в 1,5 км от ближайшего ж/д остановочного пункта 374 км (линия 322 км — Льгов I).
В 142 км от аэропорта имени В. Г. Шухова (недалеко от Белгорода).